# Victor Keller
Pour les articles homonymes, voir Keller.
Georg Victor Keller (né le 14 mai 1760 à Ewattingen, mort le 7 décembre 1827 à Pfaffenweiler) est un moine bénédictin allemand.

## Biographie
Au gymnasium de Fribourg, il a pour camarades Johann Kaspar Ruef (de) et Joseph Umstatt. À Vienne, il étudie la philosophie et la théologie et va au théâtre et à l'opéra. En 1778, après une visite à St. Blasien, il entre la même année dans l'abbaye dirigée par Martin Gerbert. Alors qu'il est novice, il enseigne la philosophie. À 25 ans, il devient moine et professeur de mathématiques, de diplomatique et de numismatique.
Après son ordination de prêtre en 1785 à Constance, il prend la chaire d'histoire ecclésiastique et de droit canon de l'école abbatiale. Pour poursuivre ses études, il donne moins de temps à ses fonctions sacerdotales et répertorie les 36 000 livres de la bibliothèque de l'abbaye. Pour Germania Sacra, il participe à la rédaction des articles sur les évêchés de Verden (de), d'Eichstätt et d'Augsbourg. Après la mort soudaine du successeur de Gerbert, Mauritius Ribbele, il écrit l'éloge funèbre.
Berthold Rottler est le nouvel abbé de Saint-Blaise. Rottler lui décerne le prieuré de Gurtweil (de) et aussi la paroisse de Schluchsee, où il reste sept ans. Il vient ensuite au prieuré de Wislikofen (de) et, après la dissolution de l'abbaye Saint-Blaise, est prêtre à Aarau, où il est l'ami d'Ignaz Paul Vitalis Troxler, Heinrich Zschokke, Johannes Herzog, Friedrich Feer (le père de Carl Feer-Herzog (de)) et Johann Karl Fetzer (de). En 1812, l'évêque de Constance Charles-Théodore de Dalberg le nomme économe du diocèse. En 1814, il demande à être prêtre à Bad Zurzach et diacre de l'abbaye Vérène de Zurzach (de).
Le 28 novembre 1816, il prend en charge la paroisse de Grafenhausen. En 1820, il vient à Pfaffenweiler. Les étudiants en théologie de Fribourg viennent lui rendre visite. Keller devient professeur de dogmatique. Après un grave accident vasculaire cérébral en 1823, dont il ne se rétablit pas totalement, il meurt le 7 décembre 1827 de la tuberculose.